# Les Torretes (edificis a Calella)
Les Torretes són unes construccions protegides com a bé cultural d'interès local a mig camí dels nuclis de Sant Pol de Mar i Calella (al Maresme). Es troben sobre un turonet al costat del mar (anomenat precisament les Torretes), al sud del nucli urbà de Calella, i són visibles des de tota la platja.

## Arquitectura
Són edificis de planta quadrada. La primera de les torretes, de més cap al mar, no és tan alta com l'altra; edificada amb moltes espitlleres, s'hi nota una estructura militar. Hi ha vestigis d'un fossat a l'entorn. La segona torreta, emplaçada pocs metres més cap a la banda de muntanya, és de tipus civil. Totes dues tenen dos pisos i terrat. La construcció és tota de pedra –maçoneria– arrebossada.

## Història
Les torretes, o torres òptiques, foren construïdes pel servei de transmissions com a telègrafs òptics. Funcionaven per mitjà d'un sistema de senyals. La primera fou edificada l'any 1848, i era servida per un destacament de tropa; la segona fou bastida l'any 1857, i era utilitzada per funcionaris paisans, però amb prou feines va entrar en funcionament, perquè el 1861 arribava el tren de vapor a Calella. Les torretes, en complet abandó, exposades a les inclemències de la natura i a la falta de civisme, han acabat en estat de ruïna. El 25 de maig de 1988 van ser incorporades al Pla Especial de Protecció i Conservació del Patrimoni Artístic de Calella 24/02/1982). Darrerament han estat restaurades i apuntalades per afermar-ne les restes.